# João Afonso de Brito

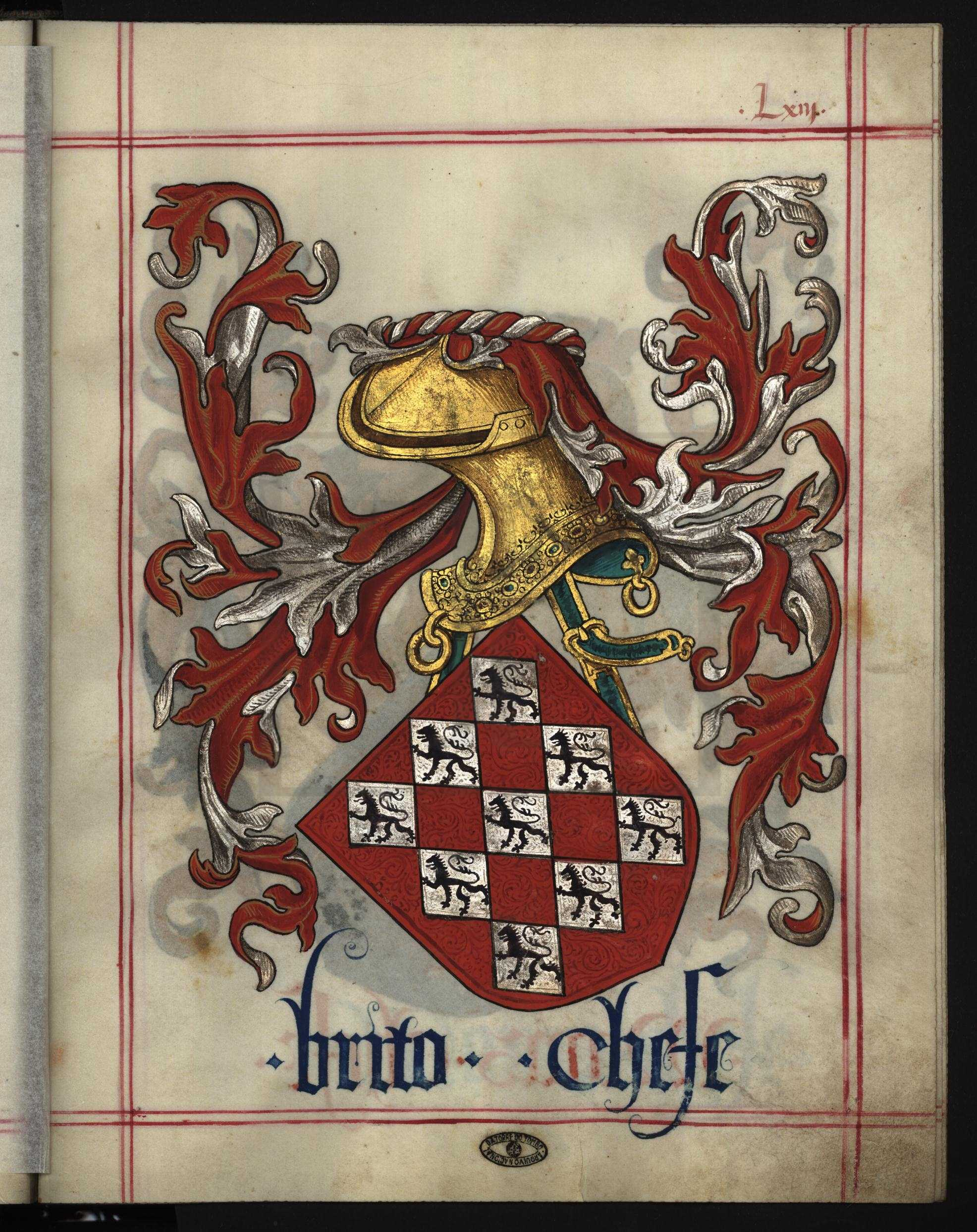
Brasão de Armas da Família de Brito, no Livro do Armeiro-Mor.

João Afonso de Brito (c. 1280 - Lisboa, 25 de Julho de 1341) foi um bispo de Lisboa.

## Biografia
D. João Afonso de Brito era filho de Afonso Anes de Brito e de sua mulher Ausenda Pires de Oliveira. Foi Cónego da Sé de Braga, eleito para a cátedra eborense em 1321 e para a cátedra lisbonense em 4 de Março de 1326, devido à transferência para o arcebispado de Braga de D. Gonçalo Pereira. À data da eleição, porém, era deão da Sé de Évora, e achava-se estacionado em Avinhão como Embaixador do Rei D. Afonso IV de Portugal.
D. João Afonso de Brito, sendo bispo de Lisboa, instituiu a 12 de Março de 1335 um Morgado de tudo o que tinha em Évora, com confirmação de D. Afonso IV de Portugal de 6 de Maio do mesmo ano. Para Administrador nomeou Martim Afonso, que não é aí dito seu filho sim «nosso criado», dizendo contudo o faz para honrar a sua linhagem. Antes, a 7 de Agosto de 1329, instituíra para seu sobrinho Gonçalo Mendes de Vasconcelos o Morgado de Arega, junto a Chão do Couce, Coimbra, com tudo o que tinha na Beira.
Retornado a Lisboa, viria a ser o escolhido pelo soberano para celebrar o casamento do filho e herdeiro, o infante e futuro rei D. Pedro I de Portugal, com D. Constança Manuel, em 1339.
Faleceu em 25 de Julho de 1341. 
Deixou um filho ilegítimo, Martim Afonso de Brito, do qual era trineto o Conde de Olivença, ascendente dos Condes de Tentúgal e Marqueses de Ferreira, em Portugal, dos Condes de Gelves, na Espanha, etc..